# Duck Sauce
Duck Sauce je americko-kanadské duo DJů (Armand Van Helden a A-Trak), kteří se v roce 2010 celosvětově proslavili svojí skladbou „Barbra Streisand“.

## Diskografie

### Alba
- Quack (2014)

### Singly
- aNYway (2009)
- Barbra Streisand (2010)
- Big Bad Wolf (2011)
- It's You (2013)
- Radio Stereo (2013)
- NRG (2014)